# 차드의 로마 가톨릭 교구 목록
차드의 로마 가톨릭 교구는 1개 관구에 `1개 관구장좌 대교구와 6개일반교구로 구성되며 교황직속의 대목구1개가 있다

## 교구

### 은자메나 관구(Province of N'Djamena)
- 은자메나 관구장좌 대교구( Archdiocese of N'Djamena)
  - 도바 교구( Diocese of Doba)
  - 꼬레 교구( Diocese of Goré)
  - 라이 교구( Diocese of Lai)
  - 문두 교구( Diocese of Moundou)
  - 팔라 교구( Diocese of Pala)
  - 사르 교구( Diocese of Sarh)

### 교황 직속 준교구
- 몽고 대목구( Apostolic Vicariate of Mongo)